# 海豚足球俱乐部
海豚足球俱乐部（Dolphins FC） 是尼日利亚一支位于哈科特港的足球俱乐部。在2004–05赛季球队获得尼日利亚足球甲级联赛。球队代表尼日利亚出战2005年的非洲足球联合会盃，球队进入了决赛但最终输给了摩洛哥的FAR拉巴特。 球队的主场为哈科特港解放体育场（Liberation Stadium）。

## 榮譽
- 尼日利亞足球甲級聯賽: 2次

1997年, 2004年
- 尼日利亚足协盃: 2次

2002年, 2004年
- 非洲足球联合会盃:

决赛: 2005年